# Тулио Ломбардо
Тулио Ломбардо (на италиански: Tullio Lombardo; * ок. 1455 във Венеция; † 17 ноември 1532 във Венеция) е италиански скулптор и архитект на Ранния ренесанс.
Той е син на Пиетро Ломбардо († 1515), който от 1460 г. е във Венеция.
Тулио учи в работилницата на баща си, която след смъртта му ръководи с брат си Антонио. От 1499 г. той ръководи работилницата самостоятелно, понеже Пиетро е зает с работите на палата на дожите.
Ок. 1495 г. Тулио създава гроба на дож Андреа Вендрамин.
- Христос Спасителят, от Тулио Ломбардо, ок. 1500–1520
- Гробът на дож Андреа Вендрамин
- Гробът на дож Пиетро Мочениго